# Марио Баслер
Марио Баслер (18. децембар 1968, Нојштат ан дер Вајнштрасе) је бивши немачки фудбалер, који је играо на позицији везног играча.

## Спортска каријера
Баслер је почео играчку каријеру у Кајзерслаутерну, али је одиграо само један званични меч између 1987. и 1989. године. Године 1993. придружио се Вердеру из Бремена после три сезоне у којима је играо за Херту и Рот Вајс у Другој Бундеслиги. Са Бременом, Баслер је освојио Куп Немачке 1994. и завршио на другом месту у Бундеслиги у сезони 1994/95. Исте сезоне постао је најбољи стрелац Бундеслиге са 20 голова.
Од 1996. прешао је у Бајерн из Минхена, где је освојио немачко првенство 1997. и 1999. године, и постигао победнички гол у финалу Купа Немачке 1998. године. Баслер је такође постигао гол за Бајерн у финалу УЕФА Лиге шампиона 1998–99 против Манчестер јунајтеда на Камп Ноу из слободног ударца у шестом минуту утакмице. Упркос томе, Бајерн је изгубио тај меч резултатом 1:2.
Вратио се у Кајзерслаутерн 1999. године, стигао до полуфинала Купа УЕФА 2001. и финала Купа Немачке 2002-03.
Одиграо је 30 утакмица за репрезентацију Немачке између 1994. и 1998. године и постигао два гола. Био је у саставу репрезентације за Светско првенство 1994. и Европско првенство 1996, на ком је Немачка победила, а Баслер није наступио на том турниру.

## Успеси
- Европско првенство 1996.
- Двоструки Шампион Немачке: 1996/97, 1998/99.
- Двоструки победник Купа Немачке: 1993/94, 1997/98
- Финалиста Лиге шампиона: 1998/99
- Финалиста Купа Немачке 2002/03.
- Троструки победник Лига купа Немачке: 1997, 1998, 1999.
- Најбољи стрелац Бундеслиге у сезони 1994/95, добио је награду часописа „Кикер” (заједно са Хајко Херлихом — по 20 голова)